# Todos somos técnicos
Todos somos técnicos (comúnmente abreviado como TST) es un programa de televisión sobre fútbol emitido por TNT Sports Chile (y por su antecesor el CDF) desde 2019 y conducido principalmente por Manuel de Tezanos-Pinto.
En el programa, si bien se orienta al debate y análisis del acontecer del futbol chileno, ha logrado destacar por ser un programa liviano y muchas veces distendido a lo largo de sus diferentes secciones, es por esto que ha generado cariño y popularidad entre los televidentes, lo que les ha permitido ser galardonados con el Copihue de oro en 2021 y los Premios Estrellas.
Además del programa en televisión, cuentan con el espacio TST Podcast en Spotify, Twitch y YouTube con estreno en vivo, dónde comentan temas específicos del fútbol chileno o internacional con una duración menor a una hora.

## Panelistas
Conducción
- Manuel de Tezanos-Pinto

Panelistas
- Gonzalo Fouillioux (también es conductor reemplazante)
- Aldo Schiappacasse (también es conductor reemplazante)
- Marcelo "Toby" Vega
- Juvenal Olmos
- Johnny Herrera
- Cristian Basaure
- Verónica Bianchi (también es conductora reemplazante)
- Daniel Arrieta
- Marcelo Díaz
- Rodrigo "Polaco" Goldberg
- Arturo Millán
- Jorge Cubillos
- Felipe Cartagena
- Gonzalo Jara
- Marcelo "Rambo" Ramírez

Anteriores
- Marcelo Muñoz (también fue conductor reemplazante)
- Claudio "Bichi" Borghi
- Luis Marín
- Gastón Fauré
- Claudio Bustíos

## Secciones
- Quiz: En este espacio a los panelistas se les pregunta sobre jugadas de partidos recientes y deben responder correctamente para sumar puntos. Además cuentan con la opción del "contacto telefónico" para que algún famoso vía Zoom les ayude a contestar correctamente.
- Las notas del Toby: Aquí "Toby" Vega califica a los mejores y peores jugadores del partido destacado de la fecha o de la Selección Chilena.
- Las predicciones de Toby: Espacio generalmente realizado al comienzo de alguna competición donde Marcelo Vega predice lo que ocurrirá. La sección ha cobrado fama ya que varias predicciones se han cumplido.
- Toby Awards: Este espacio se realiza al final de la temporada del fútbol chileno, y se premian categorías que van cambiando en las distintas premiaciones.
- El VAR de Aldo: En esta sección se analizan distintas polémicas arbitrales de la fecha.
- A mano cambiada (Anteriormente En los Guantes de Marín): Sección presentada por Luis Marín donde se revisan las mejores atajadas de la fecha.
- En las redes de guagüito: Sección lo más cercana a lo que hacía en su minuto Yerko Puchento, en esta sección se revisan diversas publicaciones de las redes sociales de los futbolistas y noticias de tinte Rosa del mundo del deporte.
- El ojo del tigre: Sección presentada por Cristián Basaure donde analiza las fortalezas y debilidades del equipo o jugador.
- Conceptos